# Państwo stanowe

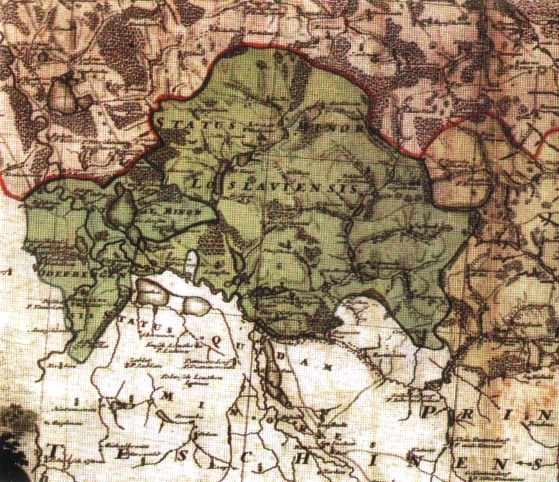
Fragment mapy J.W. Wielanda z Wodzisławskim Państwem Stanowym na Górnym Śl. (1736)

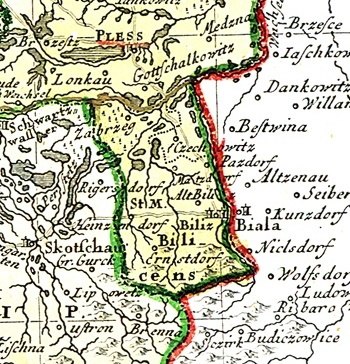
Fragment mapy J.B. Hommanna z Państwem bielskim na Śląsku (1746)

Państwo stanowe (niem. Freie Standesherrschaft) – jednostka podziału terytorialnego istniejąca we Fryzji, Nadrenii-Palatynacie, a także na Łużycach i na Śląsku od końca XV wieku.

## Powstanie
Z biegiem stuleci wygasły śląskie rody książęce, np. Piastowie, Przemyślidzi. Zdarzało się wówczas, że księstwa lub ich części trafiały w ręce osób niepochodzących z dynastii panujących. Władcy ci nie byli książętami. Nazywano ich „panami” lub „wolnymi panami”. Pierwsze państwa stanowe powstały pod koniec XV wieku, za rządów króla węgierskiego (i tytularnego króla Czech) Macieja Korwina, który zajął część Śląska. Z upływem dziesięcioleci powiększająca się grupa panów podzieliła się na dwie mniejsze: panów stanowych (władających niższymi państwami stanowymi) oraz wyżej stojących wolnych panów stanowych (do nich należały wolne państwa stanowe).

## Uprawnienia
Wolne państwa stanowe były „…na podstawie specjalnych przywilejów wyłączone z ogólnej administracji i jurysdykcji, (…) [a ich] właściciele podlegali bezpośrednio cesarzowi, z pominięciem książąt i starostów. Wolni panowie stanowi mieli swe sądowe forum tylko przed panującym lub przed praską izbą apelacyjną i zasiadali w sejmie śląskim w kurii książęcej. Od sytuacji książąt różniło ich w sejmie jedynie to, że posiadali oni wszyscy łącznie jeden głos (wotum), gdy tymczasem każdy z książąt rozporządzał własnym odrębnym głosem…”. Cesarze władali Śląskiem jako królowie Czech, gdyż Śląsk należał do Korony Czeskiej od XIV w. a od 1526 r. królami Czech byli Habsburgowie, którzy nosili również koronę cesarską.
Wolne państwa stanowe nazywano stanami większymi (status maiores) „…terminu tego używano także na oznaczenie wszystkich stanów reprezentowanych w sejmie...”.
Na Śląsku istniała jeszcze kategoria wolnych lenn zamkowych. W przeciwieństwie do wolnych państw stanowych nazywanych stanami większymi, wolne lenna zamkowe zwano stanami mniejszymi (status minores). „…Sytuacja ich wobec monarchy była identyczna jak wolnych państw, tzn. nie były podporządkowane żadnemu z księstw, w którego granicach leżały. Nie były one jednak reprezentowane w sejmie przez swoich właścicieli, tak jak wolne państwa stanowe. W 1740 r. liczono ich na Śląsku dwadzieścia cztery.".

## Wolne  państwa stanowe wyższe i niższe

### DolnyiGórny Śląsk
- bielskie (Bielitz; od 1752 r. księstwo)
- Bogumin (Oderberg)[2]
- Bruntal (Freudenthal)
- bytomskie (Beuthen) 1697-1830 (1945)
- Cieszków (Freyhan)
- Frydeckie państwo stanowe (Friedeck)
- Frysztackie państwo stanowe (Freistadt od 1573 r.)
- Goszcz (Goschütz) 1670-1830 (1945)
- Książ (Fürstenstein) – w ręku rodu Hochbergów
- lublinieckie („Lublintz”) 1587-1830 (1945)[3]
- milickie (Militsch) od 1494
- mysłowickie (Herrschaft Myslowitz)  – od 1360 jako wolne a od 1536  lenno zamkowe
- Nowy Zamek (także Nowe Grodzisko) (Neuschloss)
- Pszczyńskie Wolne Państwo Stanowe (Pleß) 1517
- Siedlisko-Bytom Odrzański (Carolath-Beuthen) 1697-1830 (1945)
- Sułów (Sulau)
- sycowskie (Groß-Wartenberg) 1489-1830 (1945)
- Wodzisławskie Państwo Stanowe[4] w l. 1502-1809, wcześniej księstwo
- ziębicko-ząbkowickie (Münsterberg-Frankenstein)
- żmigrodzkie (Trachenberg) 1492-1830 (1945)
- i inne (lista niepełna)

### Fryzja
- Herrlichkeit von In- und Kniphausen

### Łużyce
- Żary-Trzebiel (Sorau-Triebel)
- Mużaków (Bad Muskau)
- Hoyerswerda
- Frýdlant-Zawidów (Friedland-Seidenberg), potem Rybarzowice (Reibersdorf) 1551
- Forst - Brody (Forst-Pförten)

### Nadrenia-Palatynat
- Herrlichkeit Erpel

## Literatura
- Stanisław Śreniowski, Historia ustroju Śląska. Katowice Wrocław 1948, s.89-90.
- Historia Śląska, t.I, do roku 1763, pod red. Karola Maleczyńskiego, cz. III, od końca XVI w. do 1763. Wrocław Warszawa Kraków 1963, s. 472.